# Teobaldo Cesari
Teobaldo Cesari SOCist (* 28. Februar 1804 in Castello di Palazzo bei Arcevia in den Marken als Cirillo Cesari; † 29. April 1879 in Rom) war Zisterzienser der Kongregation „San Bernardo in Italia“, Abt von San Bernardo alle Terme in Rom (1850–1879), Generalprokurator des Zisterzienserordens (1850–1856), Generalpräses der italienischen Zisterzienserkongregation (1856–1879), Generalsuperior des Zisterzienserordens (1868–1879) und damit de facto erster Generalabt des Zisterzienserordens nach der Französischen Revolution, außerdem Teilnehmer am Ersten Vatikanischen Konzil, Mitglied der Accademia dell’Arcadia (unter dem Namen „Acasto Delpusiano“) und der Accademia Religionis Catholicae.

## Leben

### Herkunft. Zisterzienser. Priester
Cirillo Cesari wuchs als sechstes von neun Kindern einer frommen Grundbesitzerfamilie im Bistum Fossombrone im Kirchenstaat auf. Drei seiner Onkel waren Priester. 1821 trat er im Alter von 17 Jahren unter Abt Sisto Benigni in das Zisterzienserkloster San Bernardo alle Terme ein und nahm den Ordensnamen Teobaldo an (nach Theobald von Marly). Am 2. Juni 1822 legte er Profess ab. Nach dem Studium der Theologie in der Abtei Santa Croce in Gerusalemme wurde er am 26. August 1826 im Alter von 22 Jahren zum Priester geweiht und blieb vorerst im Kloster San Bernardo, ab 1830 als gewählter Rechnungsprüfer. 

### Prior und Abt
Ab 1832 war er Prior des Klosters Santa Maria delle Grazie in Foce di Amelia. 1839 wurde er Sekretär im Leitungsgremium der italienischen Zisterzienserkongregation. Von 1842 bis 1844 war er Novizenmeister in der Abtei Santa Croce in Gerusalemme, gleichzeitig unter Generalpräses Nivardo Tassini zweiter Visitator der italienischen Klöster des Ordens. Ab 1843 war er (bis zu seinem Tod) am Heiligen Stuhl Konsultor der Ablasskongregation. Nach kurzer erneuter Zugehörigkeit zum Konvent von San Bernardo war er von 1845 bis 1850 Abt von Kloster Foce. 

### Generalprokurator
1850 wurde er (als Nachfolger von Livio Fabretti) Generalprokurator des Ordens (Nachfolger 1856: Vinceslao Marchini) und gleichzeitig Abt von San Bernardo. Zur Frage der Unbefleckten Empfängnis Mariens verfasste er eine Stellungnahme, die sich unter anderem mit Bernhard von Clairvaux befasste, der sich gegen die Einführung eines entsprechenden Festes ausgesprochen hatte. Cesaris Kommentar: „Si hodie viveret, mutaret sententiam“ (Heute würde Bernhard anders urteilen). Für Bernhards siebenhundertsten Todestag erreichte 1853 er bei Papst Pius IX. einen Jubiläumsablass.

### Generalabt
1856 wurde Cesari zum Präses der italienischen Zisterzienserklöster und damit zum Generalpräses des Zisterzienserordens gewählt. Er blieb es (mit Wiederwahlen 1860, 1865 und 1870) bis 1879. 1861 wurden alle italienischen Zisterzienserklöster (außer den beiden römischen) aufgelöst (vier sardinisch-piemontesische waren bereits 1855 aufgehoben worden). Die belgische Abtei Bornem wurde von Cesari 1856 und 1867 visitiert, wegen eines Skandals im Benediktinerkloster Dendermonde jedoch nicht offiziell. Das französische Kloster Sénanque unter Marie-Bernard Barnouin konnte er 1857 zum Zisterzienserkloster erheben und 1863 visitieren. Die 1859 auf seine Initiative hin gegründete Österreichische Zisterzienserkongregation (mit 14 Stiften) konnte er 1867 teilweise (Stams, Rein, Zirc, Heiligenkreuz, Ossegg, Neukloster) visitieren. Nachdem ihn Papst Pius XI., ein Landsmann aus den Marken, 1868 gelobt und „Generalsuperior des gesamten Ordens“ (also auch der Trappisten) genannt hatte, berief er vom 6. bis 16. April 1869 alle Äbte (mit Ausnahme der Trappisten) zu einem Generalkapitel nach Rom, das einende Wirkung hatte (nicht jedoch über die jeweilige Observanz hinaus). Auch wenn die Trappisten ihn schätzten, gelang ihm nicht die Einigung der beiden Observanzen.

### Konzilsvater. Letzte Jahre und Tod
1869–1870 war Cesari Konzilsvater beim 1. Vatikanischen Konzil. Er setzte sich für die weltliche Herrschaft des Papstes ein und befürwortete dessen Unfehlbarkeit. 1870 erlebte er die Eroberung Roms und die Exkommunikation der Eroberer durch den Papst, 1873–1874 die Enteignung und Verkleinerung des Klosters San Bernardo. Er erreichte 1871 zusammen mit den Vertretern der Trappisten beim Heiligen Stuhl die Anerkennung der überarbeiteten liturgischen Bücher der Zisterzienser, statt der von der Kurie gewünschten Übernahme des römischen Breviers. Im Herbst 1871 visitierte er Kloster Mogila. 1872 wurde auf sein Betreiben der zisterziensische Papst Eugen III. als Seliger anerkannt. Cesari brachte 1876 das Noviziat in Cortona unter. Er starb im Frühjahr 1879 im Alter von 75 Jahren (Nachfolger: Gregorio Bartolini). 

### Ehrungen
Seine Gebeine ruhen in Santa Croce in Gerusalemme, wo ein Denkmal an ihn erinnert. Cesari war Socius der 1801 gegründeten Accademia di Religione Cattolica (1844) und Mitglied der Accademia dell’Arcadia.

## Werke
- Istoria della miracolosa immagine di Nostra Signora delle Grazie che si venera nella chiesa de’ RR. Monaci Cistercensi presso il Castello di Foce scritta da Don Teobaldo Cesari priore e vicario abbaziale di quel monistero (Rom  1841; ²1858)
- Giardino Spirituale (Rom  1844; ²1864)
- "Ordinis Cisterciensis Suffragia pro Dogmatica Ferenda Sententia super Mysterio Immaculatæ Conceptionis B. V. Mariae", in: Pareri dell’episcopato cattolico, di capitoli, di congregazioni, di università, di personaggi ragguardevoli ecc. ecc. sulla definizione dogmatica dell’Immacolato Concepimento della Beata Vergine Maria, rassegnati alla Santità di Pio IX. P. M. in occasione della sua enciclica data da Gaeta il 2 febbraio 1849, Volume 9 (Rom 1852) 269–312; als Sonderheft nachgedruckt (Terni 1854)
- "Litterae postulatoriae pro recognitione cultus publici B. Eugenio III ab immemorabili tempore praestiti Eugenio Papae III sancto ac beato nuncupato (1863)", in: Analecta Sacri Ordinis Cisterciensis 1 (1945) 4–8
- "Brief an die S. Congregatio Episcoporum et Regularium für die Erhaltung des Zisterzienserritus (1863)", in: Analecta Cisterciensia 63 (2013) 316–320.
- "Eingaben für das Erste Vatikanische Konzil (1868)", in: Analecta Cisterciensia 63 (2013) 343–351. 360–365.
- "Ansprachen vor Papst Pius IX. (1873. 1877)", in: Analecta Cisterciensia 63 (2013) 383f; 255f.
- "Te in questo dì festivo, o sommo PIO", in: Nel faustissimo giorno 3. Giugno 1877. Pel Giubileo Episcopale del Sommo Pontefice Pio Nono (Rom 1877) 3f, nachgedruckt in: Analecta Cisterciensia 63 (2013) 388–390.